# الحرب الأنجلو مغولية
الحرب بین الانکلیز و المملکۃ الہندیۃ المغلیۃ، والمعروفة بحرب شايلد، هي أول حرب الانجلیز و المملکۃ الهندية المغلیۃ على شبه القارة الهندية.
منح التاج البريطاني شركة الهند الشرقية الإنجليزية حكرًا على الساحل الغربي والجنوبي الشرقي من الهند المغولية والعديد من القواعد المحصنة فيه، وهو ما سمح الحكام المحليين به. في عام 1682، أُرسل ويليام هيدجز نيابة عن الشركة للتفاوض مع حاكم صوبة البنغال الصناعية، شايستا خان، وللحصول على فرمان، وهو أمر إمبراطوري تُمنح الشركة الإنجليزية بموجبه امتيازات تجارية منتظمة في جميع أنحاء مقاطعات المغول.
في عام 1685، عقب نقض السير جوزيه تايلد بعض المفاوضات، تمثل رد فعل حاكم البنغال بزيادة روافد التجارة مع الشمال الشرقي من 2% إلى 3.5%. رفضت الشركة الضرائب المفروضة حديثًا وبدأت محاولاتها في جعل مقاطعة البنغال تقبل شروطًا جديدة تصب في صالح سلطتها التجارية وأعربت عن رغبتها بالاستيلاء على شيتاغونغ وإنشاء منطقة معزولة محصنة في جميع أنحاء المنطقة والحصول على استقلال الصوبة المحيطة الخاضعة لسيطرة المغول بوضع الحكام المحليين ونهر هوغلي تحت سيطرتهم، الأمر الذي سيسمح فيما بعد بتكوين علاقات مع مملكة مروق يو التي تتخذ من أراكان مقرًا لها (ميانمار حاليًا) والحصول على سلطة كبيرة في خليج البنغال.
أرسل الملك جيمس الثاني سفنًا حربية إلى الشركة المتمركزة في الهند، استجابة لمناشدتها، بيد أن البعثة فشلت. بعد إرسال اثنتي عشرة سفينة حربية محملة بالقوات، اندلعت عدة معارك أسفرت عن حصار مومباي وقصف مدينة بالاسور. عُقدت مفاوضات لإقامة معاهدات سلمية جديدة، وناشدت شركة الهند الشرقية أورنكزيب بشأن العمليات التجارية التي انخرط بها البرتغاليون في هوغلي والتعصب الديني الذي مارسه التاميليون في مدراس، وأشادت بجلالة أورنكزيب عالم كير الإمبراطورية وقارنته بأباطرة الدولة الفارسية القدماء سيروس وداريوس، ولكنها فشلت في نهاية المطاف في التوصل إلى اتفاق.
حاصرت القوات البحرية الإنجليزية موانئ المغول على الساحل الهندي الغربي وخاضت عدة معارك ضد جيش المغول، واحتجزت سفن حجاج مسلمين متوجهة إلى مكة العربية.
حاصر أسطول شركة الهند الشرقية العديد من موانئ المغول على الساحل الغربي للهند واشتبك مع جيش المغول في معركة. بدأ الحصار يؤثر على المدن الكبرى مثل شيتاغونغ ومدراس ومومباي، ما استدعى تدخل الإمبراطور أورنكزيب، الذي استولى على جميع مصانع الشركة واعتقل أعضاء من جيش شركة الهند الشرقية، بينما استولت قوات الشركة التي يقودها السير جوزيه تشايلد على المزيد من سفن المغول التجارية.
في نهاية المطاف، أرغمت القوات المسلحة التابعة لإمبراطورية المغول الشركة على التنازل، وفُرِضت عليها غرامة بمقدار 150,000 روبية (أي ما يعادل 4.4 مليون دولار أميركي حاليًا). قُبل اعتذار الشركة وأعاد الإمبراطور أورنكزيب تقديم الامتيازات التجارية لها.

## معلومات أساسية
في عام 1682، أرسلت شركة الهند الشرقية الإنجليزية ويليام هيدجز إلى شايستا خان، حاكم المغول في صوبة البنغال، للحصول على فرمان، وهو أمر توجيهي إمبراطوري يمنح الشركة امتيازات تجارية منتظمة في مختلف أنحاء إمبراطورية المغول الصناعية، والتي كانت أكبر اقتصاد في العالم آنذاك. قطع الإمبراطور أورنكزيب المفاوضات عقب تدخل حاكم الشركة في لندن، السير جوزيه تشايلد ، في مهمة هيدجز. نتيجة لذلك، قرر تشايلد شن حرب ضد المغول.

### أحداث الحرب
في عام 1685، أُرسل الأدميرال نيكلسون بصحبة اثنتي عشرة سفينة حربية، محملة بـ200 مدفع وطاقم مكون من 600 رجل، المزمع تعزيزه بـ400 رجل من مدراس. تمثلت التعليمات بالاستيلاء على شيتاغونغ وتحصينها، ولهذا الغرض وُضع 200 مدفع إضافي على متن السفينة، والمطالبة بحيازة الأراضي المحيطة، والتوفيق بين الزميندار والتالوكدار، وإنشاء دار للسك، وتوقيع معاهدة مع حاكم أراكان. تفرق الأسطول خلال رحلته، ودخلت العديد من السفن نهر هوغلي بدلًا من التوجه إلى شيتاغونغ، وانضمت إليها القوات الإنجليزية من مدراس، الراسية قبالة مصنع الشركة.
أثار وصول هذه البعثة الهائلة جزع شايستا خان، وعرض تسوية خلافاته مع الإنجليز، إلا أن حدثًا غير متوقع أوقف المفاوضات بشكل مفاجئ. تعرض ثلاثة جنود إنجليز، يتجولون في سوق هوغلي، لضرب مبرح أثناء شجار مع مسؤولين من المغول. نتيجة لذلك، أرسل نيكلسون قوة للاستيلاء على المدينة.
في عام 1686، عُقدت مفاوضات جديدة في شوتانوتي والتي ماطل المغول فيها عمدًا ليتمكنوا من حشد قواتهم لمهاجمة المعسكر الإنجليزي، وانسحب القائد الإنجليزي جوب شارنوك مع جنوده ومؤسساته إلى جزيرة إنغيلي، عند مصب نهر هوغلي. كان مستنقعًا منخفضًا وفتاكًا، مغطى بالحشائش الطويلة، ولم تتوافر المياه العذبة. في غضون ثلاثة أشهر، توفي 50% من القوات الإنجليزية بسبب المرض.
في عام 1688، أُرسل أسطول إنجليزي لحصار موانئ المغول في بحر العرب على الساحل الغربي للهند. ًاسِر كذلك رجال التجارة الذين يقلون الحجاج المسلمين إلى مكة (كجزء من الحج). قرر الإمبراطور أورنكزيب عالم كير استئناف المفاوضات مع الإنجليز عقب درايته بالحصار، غير أن الشركة أرسلت تعزيزات بقيادة النقيب هيث الذي رفض عند وصوله المعاهدة ثم توجه إلى بالاسور التي قصفها دون جدوى. أبحر بعدها إلى شيتاغونغ، ولكنه رسى في مدراس بعد أن وجد التحصينات هناك أقوى مما كان متوقعًا.
أصدر الإمبراطور أورنكزيب بعد ذلك أمرًا بالاستيلاء على ممتلكات شركة الهند الشرقية في جميع أنحاء شبه القارة ومصادرة ممتلكاتهم. نتيجة لذلك، جرى الحد من ممتلكات شركة الهند الشرقية لتقتصر فقط على المدن المحصنة في مدراس وبومباي.
في عام 1689، حاصر أسطول المغول القوي القادم من من جانجيرا بقيادة سيدي ياكوب والمجهز برجال من مابيلا من الإمبراطورية الإثيوبية حصن شركة الهند الشرقية في بومباي، حصن ويليام. بعد مرور عام من المقاومة، سادت مجاعة بسبب الحصار واستسلمت الشركة، وفي عام 1690 أرسلت الشركة مبعوثين إلى مجلس أورنكزيب لطلب العفو وتجديد التجارة. كان على مبعوثي الشركة أن يتذللوا أمام الإمبراطور، وأن يدفعوا غرامة إمبراطورية هائلة قدرها 1,50,000 روبية، وأن يعهدوا بسلوك أفضل في المستقبل. أمر الإمبراطور أورنكزيب سيدي ياكوب برفع الحصار عن بومباي ثم أعادت الشركة تكوين نفسها في بومباي وأنشأت قاعدة جديدة في كلكتا.